# IPad (thế hệ thứ 4)
iPad thế hệ thứ 4 (tên thị trường là iPad with Retina Display hay tên thông thường là iPad 4) là một loại máy tính bảng được Apple Inc thiết kế, sản xuất và đưa ra thị trường. Nó được công bố vào ngày 23 tháng 10 như là phiên bản kế tiếp của iPad 3 và được bán vào ngày 2 tháng 11. Sản phẩm này bao gồm màn hình Retina, chip Apple A6X mới và cổng Lightning tương tự trên iPhone 5. iPad 4 chạy hệ điều hành iOS 6.0.
Giá bán không đổi so với thế hệ trước và việc công bố iPad 4 đã làm ngưng sản xuất iPad 3.